# Manuel Höferlin

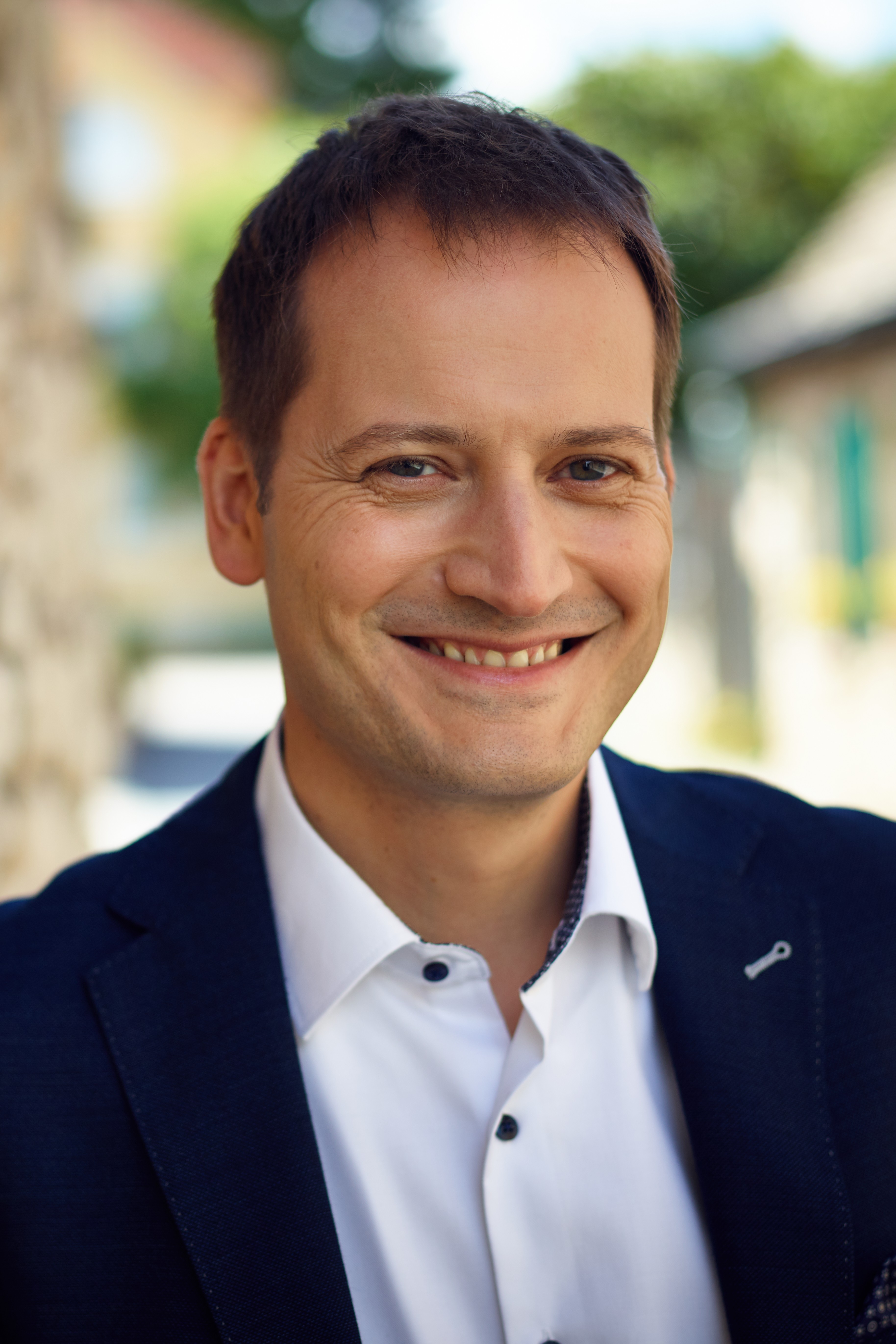
Manuel Höferlin, Bundestagsabgeordneter der FDP (2017)

Manuel Höferlin (* 6. Februar 1973 in Paris) ist Unternehmer und deutscher Politiker (FDP). Er war von 2009 bis 2013 und von 2017 bis 2025 Mitglied des Deutschen Bundestages. Von 2019 bis 2021 war er Vorsitzender des Ausschusses Digitale Agenda des Deutschen Bundestages.

## Leben
Manuel Höferlin wurde in Paris geboren und zog im Alter von fünf Jahren mit seiner Familie nach Harxheim in Rheinhessen. Im Jahr 1992 machte er sein Abitur am Gutenberg-Gymnasium in Mainz und studierte im Anschluss Rechtswissenschaften an der Johannes Gutenberg-Universität. Noch während des Studiums machte er sich selbstständig, gründete 1997 eine IT-Beratungsgesellschaft und beteiligte sich an einer Unternehmensberatung, deren Geschäftsführer er bis Anfang 2009 war.
Höferlin ist verheiratet und Vater von drei Kindern. Er ist Privatpilot und Hobby-Imker.

## Politische Laufbahn
2005 trat Höferlin in die FDP ein und wurde 2007 ehrenamtlicher Geschäftsführer im Kreisverband Mainz-Bingen. Im gleichen Jahr wurde er Mitglied im Kreisvorstand und in der erweiterten Kreistagsfraktion. Seit September 2008 ist er Mitglied des Bezirksvorstands der FDP Rheinhessen-Vorderpfalz. 2017 übernahm er den Vorsitz des FDP-Kreisverbandes Mainz-Bingen.
Höferlin ist Mitglied des Landesvorstands Rheinland-Pfalz, Vorsitzender des Internet-Landesverbandes FDP LV Net und Mitglied im Bundesvorstand der FDP.
Bei der Kommunalwahl 2009 wurde Höferlin in den Gemeinderat seiner Heimatgemeinde gewählt.

### Abgeordneter im Bundestag
Zur Bundestagswahl 2009 trat er als Direktkandidat der FDP im Bundestagswahlkreis Worms an und erreichte 9,7 % der Erststimmen. Als Fünfter auf der Landesliste seiner Partei zog er in den 17. Bundestag ein. Dort war Höferlin im Innen- und Rechtsausschuss tätig; zudem war er Vorsitzender der AG „IT und Netzpolitik“ der FDP-Bundestagsfraktion. Er war Mitglied der Enquete-Kommission Internet und digitale Gesellschaft.
Durch das Scheitern seiner Partei an der Fünf-Prozent-Hürde bei der Bundestagswahl 2013 war er im 18. Bundestag nicht vertreten.
Höferlin kandidierte als Spitzenkandidat der FDP Rheinland-Pfalz zur Bundestagswahl 2017 und wurde so am 24. September 2017 zum Abgeordneten des 19. Deutschen Bundestag gewählt. Er ist Mitglied im Ausschuss Digitale Agenda und im Ausschuss für Inneres und Heimat. Seit 2019 ist Höferlin Vorsitzender des Bundestagsausschusses Digitale Agenda. Darüber hinaus ist er stellvertretendes Mitglied der Enquete-Kommission für Künstliche Intelligenz. Für die FDP-Bundestagsfraktion ist Höferlin zudem digitalpolitischer Sprecher und Mitglied des Fraktionsvorstandes.
Im März 2019 gründete Höferlin den interfraktionellen Parlamentskreis „eSports und Gaming“ und ist seitdem dessen Vorsitzender. Er ist zudem stellvertretender Vorsitzender der Deutsch-Kanadischen Parlamentariergruppe und der Parlamentsgruppe „Luft und Raumfahrt“.
Bei der Bundestagswahl 2021 wurde Höferlin erneut über die Landesliste der FDP Rheinland-Pfalz in den Deutschen Bundestag gewählt. Hier war er Mitglied im Ausschuss für Inneres und Heimat und stellvertretend im Ausschuss für Digitales.
Im November 2024 kündigte Höferlin an, bei der Bundestagswahl 2025 nicht mehr kandidieren zu wollen. In seiner letzten Rede als Abgeordneter betonte er am 13. November 2024 die zentrale Motivation seiner politischen Arbeit im Spannungsfeld zwischen Freiheit und Sicherheit.

„Der Bürger darf nie in die Position kommen, den Staat zu fragen, was er noch tun darf.“

### Positionen
Höferlin gehörte im Bundestag zu den Digitalpolitikern der ersten Stunde und war einer der frühesten Verfechter eines Digitalministeriums auf Bundesebene. Seine politischen Schwerpunkte liegen auf der Beschleunigung der Digitalen Transformation von Gesellschaft, Wirtschaft und Politik sowie auf der Ausbalancierung des Spannungsverhältnisses von Innerer Sicherheit und persönlicher Freiheit. Er engagiert sich für digitale Freiheitsrechte in Deutschland und weltweit. Eine gemeinsam mit seinem Kollegen Jimmy Schulz erhobene vorbeugende Feststellungsklage gegen das Netzwerkdurchsetzungsgesetz (NetzDG) wies das Verwaltungsgericht Köln mit Urteil vom 14. Februar 2019 als unzulässig ab.
Im Rahmen von Internet Governance engagiert sich Höferlin für eine stärkere Einbindung von Parlamentariern weltweit im Rahmen des Internet Governance Forums (IGF) der Vereinten Nationen. Ein von ihm initiierter Aufruf zur stärkeren Beteiligung von Parlamentariern verabschiedete das IGF 2019 in Berlin. Dieser Aufruf trägt den Namen „Jimmy-Schulz-Call“ im Gedenken an Jimmy Schulz, seinen Freund und Vorgänger als Vorsitzender des Ausschusses Digitale Agenda, der im November 2019 verstorben ist und auf den die Idee zur stärkeren Beteiligung der Parlamentarier im IGF zurückgeht.

## Engagement außerhalb des Deutschen Bundestages
Politische Mandate:
- seit 2009: Mitglied des Ortsgemeinderates Harxheim
- seit 2019: Mitglied des Verbandsgemeinderats Bodenheim

Politische Ämter:
- seit 2008: Mitglied im Kreisvorstand der FDP Mainz-Bingen, seit 2017 Kreisvorsitzender
- seit 2008: Vorsitzender des FDP-Ortsverbandes Harxheim
- seit 2008: Mitglied im Bezirksvorstand der FDP Rheinhessen-Vorderpfalz, seit 2018 stellvertretender Bezirksvorsitzender

Ehrenamtliches Engagement:
- seit 2014: Gründungsmitglied des Vereins für liberale Netzpolitik LOAD
- seit 2018: Mitglied im politischen Beirat des KI Bundesverbands e. V.
- seit 2018: Mitglied im politischen Beirat des Blockchain Bundesverbands
- seit 2019: Mitglied im politischen Beirat der Stiftung Datenschutz
- von 2010 bis 2014 und seit 2018: Mitglied des Stiftungskuratoriums der Fridtjof-Nansen-Akademie für politische Bildung im Weiterbildungszentrum Ingelheim[20]